# Dionysia gandzhinae
Dionysia gandzhinae är en viveväxtart som beskrevs av R.V. Kamelin. Dionysia gandzhinae ingår i dionysosvivesläktet som ingår i familjen viveväxter. Inga underarter finns listade i Catalogue of Life.